# Martin Beradt
Martin Beradt (* 26. August 1881 in Magdeburg; † 26. November 1949 in New York) war ein deutscher Schriftsteller und Jurist.

## Leben
Martin Beradt wurde als Sohn eines jüdischen Lederhändlers in Magdeburg geboren. Ab 1892 lebte die Familie in Berlin, wo Beradt das Gymnasium besuchte. Nach dem Abitur studierte er in Berlin, München und Heidelberg Rechtswissenschaften, absolvierte ein Referendariat in Bitterfeld und promovierte schließlich 1906 in Freiburg im Breisgau.
Bereits während des Studiums verfasste Beradt erste Essays und Erzählungen für literarische Zeitschriften, sein erster Roman Go erschien 1909 im Verlag S. Fischer. Ab diesem Jahr arbeitete er als Rechtsanwalt am Berliner Kammergericht. Nachdem die kritischen Studien in seinem Essay Der Richter eine Karriere als Richter unwahrscheinlich machten, ließ er sich 1911 als Rechtsanwalt mit der Spezialisierung auf Verkehrsrecht nieder.
Nach dem Ausbruch des Ersten Weltkriegs wurde Martin Beradt 1915 als Armierungssoldat an die Westfront verlegt, dort aber wegen eines Augenleidens bereits nach wenigen Monaten ausgemustert. Diese Erlebnisse verarbeitete er anschließend in Erdarbeiter. Aufzeichnungen eines Schanzsoldaten. In den Jahren nach dem Krieg wendete er sich verstärkt seiner juristischen Arbeit zu und engagierte sich als Mitgründer und Syndikus des Schutzverband deutscher Schriftsteller. Martin Beradt war einer der Rechtsanwälte und Notare, die sich um Heinrich Manns Urheberrechtsangelegenheiten kümmerten.
Mit der Ausarbeitung seines frühen Essays zum Buch "Der deutsche Richter" (1930) legte er eine umfassende, freundliche Analyse der Weimarer Justiz vor, welche mit einem Blick für die feinen Unterschiede die charakterlichen Anforderungen an die Richter in Anspruch und Wirklichkeit verfolgt. Diese Richter seien nicht korrupt, und doch empfinden sie so mit dem Staat, dass sie das Recht gegen denselben nur höchst selten gewähren. Beradt stellt polemisch den Kontrast zwischen persönlicher Prägung und ausgeprägtem Wunsch der Richter, anonym zu bleiben, dar. Mit dieser Kritik an der Vorstellung, die richterliche Person sei ohne Bedeutung, gibt er eine wichtige Vorlage für spätere Studien zu Positionalität. Auch liefert Beradt mit der dichten Beschreibung des Milieus eine Folie, um die spätere Rolle der Richterschaft unter den Nationalsozialisten zu reflektieren. In Fachkreisen waren seine Darstellungen umstritten. Insgesamt war Beradt in den 20er Jahren aber als Schriftsteller und Jurist geschätzt.
Nach der Machtübergabe 1933 wurde Beradt als Jude aus der Anwaltskammer ausgeschlossen, blieb aber zunächst in Deutschland, um seine kranke Mutter zu pflegen. Seine Ehefrau, die ebenfalls jüdische politische Journalistin Charlotte Beradt, geb. Aron, mit der er seit 1938 verheiratet war, konnte ebenfalls ihren Beruf im nationalsozialistischen Deutschland nicht ausüben. Sie finanzierte das gemeinsame Leben durch ihre Tätigkeit als Friseurin. Nach dem Tod der Mutter 1939 emigrierte das Ehepaar über London nach New York, wo Martin Beradt 1946 die amerikanische Staatsbürgerschaft erlangte, erblindete und zunächst weiter von den Einnahmen seiner Ehefrau als Friseurin lebte, bis diese nach Kriegsende wieder in Westdeutschland publizieren konnte. Sein Versuch, einen amerikanischen Verleger für seine Romane zu finden, misslang.
Die Werke von Martin Beradt waren während der Zeit des Nationalsozialismus im Deutschen Reich und allen besetzten Gebieten verboten. Charlotte Beradt ordnete seinen Nachlass, der sich im Center for Jewish History in New York und teilweise im Deutschen Literaturarchiv Marbach befindet. In der Bundesrepublik Deutschland fand sie später Verlage, die einige seiner Arbeiten erneut veröffentlichten.

## Rezeption
Nach dem Zweiten Weltkrieg erlebte im westlichen Teil Deutschlands auch Martin Beradts juristische Position eine gewisse Renaissance und Berücksichtigung bis hin zu Verfassungsgebung und Gerichtsorganisation, insbesondere beim zu wünschenden Schritt von der behördlichen Anonymität zur offenen persönlichen Verantwortung des Richteramts. So griff 1947 Generalstaatsanwalt Karl Siegfried Bader in Freiburg im Breisgau Martin Beradts Charakterisierungen des deutschen Richters auf, der sich in bewusster und gewollter Anonymität hinter dem unpersönlichen „Gericht“ verstecke. Nicht urteile er als verantwortliche Einzelperson, sondern als ein „braver Diener seines Staates“. Diesen Ruf nach unabhängigeren Richtern und nun auch Richterinnen unterstützte der Verfassungsrechtler Rudolf Wassermann. Mit dieser Argumentation wurde seit 1968 zunehmend den dissentierenden Richtern – bis hinunter zu den Oberlandesgerichten – das Recht zur Bekanntgabe ihrer abweichenden Meinung zugestanden. Als Gesetz verabschiedet wurde dies bislang allerdings erst für das Bundesverfassungsgericht (BVerfGG-Novelle vom 21. Dezember 1970, BGBl. I S. 1765).

## Werke (Auswahl)
- Go (Roman), Berlin 1909
- Der Richter (Essay), Berlin 1909 (als PDF).
- Eheleute (Roman), Berlin 1910
- Das Kind (Roman), Berlin 1911
- Die Verfolgten (Novellen), Berlin 1919
- Erdarbeiter. Aufzeichnungen eines Schanzsoldaten (Autobiographie), Berlin 1919. Später auch unter dem Titel Schipper an der Front, Berlin 1929
- Leidenschaft und List (Roman), Berlin 1928
- Der deutsche Richter. Frankfurt am Main 1930 (Google Leseprobe).
- Beide Seiten einer Strasse (Roman), 1940.
  - Posthume Ausgabe: Die Straße der kleinen Ewigkeit, Frankfurt am Main 1965.
  - Vollständige Ausgabe: Beide Seiten einer Straße. Herausgegeben von Joachim Mackensen. Berlin 1993.
  - Neuausgabe: Die Straße der kleinen Ewigkeit. Mit einem Essay Das Scheunenviertel. Beschreibung eines Zenotaphs und Nachruf zu Lebzeiten von Eike Geisel, Reihe Die Andere Bibliothek, Frankfurt am Main 2000, ISBN 3-8218-4190-7.